# Jenaer Nahverkehr
Die Jenaer Nahverkehr GmbH ist ein Verkehrsunternehmen in Jena. Die Gesellschaft gehört vollständig zur Stadtwerke Jena GmbH und betreibt zusammen mit ihrem Tochterunternehmen JES Verkehrsgesellschaft den örtlichen Nah- und Regionalverkehr im Auftrag der Stadt Jena und des Saale-Holzland-Kreises.

Altes Logo

Altes Logo bis 2023

Neben den fünf Hauptlinien des Straßenbahnsystems besteht in Jena ein Stadtbusnetz.

## Geschichte
Am 1. April 1901 wurde die erste Straßenbahnlinie Jenas polizeilich abgenommen und seit dem 6. April regelmäßig befahren. 1928 wurde der Omnibusverkehr in Jena etabliert. Die Schienen wurden durch 17 Trieb-, vier Bei- und vier Güterwagen befahren.

### Bis 1945
Am 3. Februar 1903 ereignete sich der erste Aufsehen erregende Straßenbahnunfall in der Quergasse. Ein Triebwagen fuhr mit erhöhter Geschwindigkeit die Wagnergasse herunter und entgleiste in der Kurve zur Quergasse. Es gab keine Personenschäden, nur der hölzerne Wagenkasten zerbrach. Zur 350-Jahr-Feier der Friedrich-Schiller-Universität wurde am 30. Juni 1908 das Schienennetz erweitert. So verkehrte die Straßenbahnlinie von der Schubertsburg weiter über die Kahlaische Straße bis nach Burgau. Am 1. Januar 1909 wurden erstmals Schaffner eingesetzt. Die Fahrkarten kosteten nun zwischen 10 und 30 Pfennig. Zusätzlich wurden Wochen- und Monatskarten für Arbeiter und Schüler angeboten. Seit dem 3. August 1909 wurde der Holzmarkt zum Zentralen Knotenpunkt des Jenaer Nahverkehrs eingerichtet. Er ist noch heute größter Umsteigepunkt des Nahverkehrs und durch die Nähe zum Busbahnhof, sowie dem Paradiesbahnhof auch an den Regionalverkehr angeschlossen. 1910 mussten erste Instandhaltungsarbeiten am Gleisnetz durchgeführt werden und 1911 wurden zehn Triebwagen mit elektrischen Heizungen ausgerüstet. Die Mitarbeiter mussten trotzdem weiter auf offenen Plattformen arbeiten. Die Strecke Stadtzentrum – Jena-Ost wurde am 30. Mai 1914 eingeweiht. Vorerst verkehrten die Wagen vom Steinweg aus über die damals neugebaute Camsdorfer Brücke zum Gasthof „Grünen Tanne“. Danach wurden zusätzlich fünf neue und leistungsstarke Triebwagen von der Waggonfabrik Görlitz gekauft. Diese waren mit verglasten Plattformen ausgerüstet. Während des Ersten Weltkrieges musste der Straßenbahnverkehr eingeschränkt werden. Auf Grund des Männermangels wurden erstmals Frauen als Schaffner eingesetzt. Das Postamt und das Zeiss-Hauptwerk erhielten ihre Anschlussgleise und waren so durch die Straßenbahn mit den Bahnhöfen verbunden. Die Straßenbahn transportierte von nun an den Güter- und Postverkehr durch die Stadt. Am 14. September 1917 ordnete das Kriegsministerium die starke Einschränkung des Straßenbahnverkehrs an, aufgrund dessen die Linie Botzstraße – Mühltal eingestellt wurde.
Nach dem Krieg wurde der Fahrpreis auf eine Reichsmark (RM) erhöht. Die Preise stiegen auf Grund der Inflation bis auf acht RM an, worauf die Fahrgäste ausblieben. Am 19. Oktober 1922 wurde der Straßenbahnbetrieb vollständig eingestellt. Der Streckenabschnitt Spittelplatz – Schlachthof wurde 1925 zweigleisig ausgebaut, seit 1926 regelte eine Signalanlage den Verkehr vom Holzmarkt am Roten Turm. 1928 wurden die ersten zwei Omnibuslinien in Jena eingeführt. Sie verkehrten von der Talschule über das Stadtzentrum (Holzmarkt) und trennten sich hier, um zur Sickingenstraße oder über die Tatzendpromenade zum Lichtenberger Platz zu fahren. Jedoch erwirtschafteten sie nicht die erhofften Einnahmen. Am 1. Juli 1929 wurden die ersten fünf Neubau-Triebwagen aus Gotha in Dienst gestellt. Ein Jahr später kamen fünf weitere hinzu. Der letzte erhaltene Wagen dieser Baureihe ist heute der historische Triebwagen 26. Ab 1931 verkehrte die Straßenbahnlinie ins Mühltahl nicht mehr durch Quergasse und Bachstraße, sondern direkt durch die Wagnergasse. 1932 wurde der Busverkehr wieder stark reduziert. Im April 1935 wurde die Verbindung Stadtzentrum – Lobeda in Betrieb genommen, nach dem Neubau der Saalebrücke in Burgau. Damit hat das Straßenbahnnetz Ende 1936 eine Ausdehnung von 18,33 Kilometern. 1937 übernahm man zehn gut erhaltene Triebwagen aus der Nachbarstadt Weimar. Sechs dieser Wagen wurden zu Beiwagen umgebaut. Am 6. Januar 1938 startete mit fünf Bussen ein zweiter Anlauf zu einem Omnibusverkehr. 1939 wurden die Straßenbahnlinien umgestellt. Die drei liefen nun wie folgt: Lobeda – Holzmarkt – Zwätzen, Jena-Ost – Holzmarkt – Mühltal und Westbahnhof – Holzmarkt – Saalbahnhof.
Während des Zweiten Weltkrieges erschwerten der Mangel an Materialien und Personal die Aufrechterhaltung des Nahverkehrs. Zusätzlich stiegen die Beförderungszahlen enorm. Der Betrieb der Straßenbahnen wird immer mehr eingeschränkt, bis er im April 1945 nach Luftangriffen auf Jena und der Sprengung der Camsdorfer Brücke völlig eingestellt wird.

### 1946–1990
Am 13. Juli 1946 wurde der Straßenbahnverkehr über die wieder aufgebaute Camsdorfer Brücke vom Stadtzentrum nach Jena-Ost wieder aufgenommen. 1948 mussten gebrauchte Gleise ausgebaut werden und der Busverkehr konnte zeitweise nicht aufrechterhalten werden, da ein akuter Mangel an Ersatzteilen für Fahrzeuge und Bahnanlagen bestand. Am 1. Juli 1949 gründete sich die VEB (K) Städtischer Verkehr Jena, wodurch man endgültig den Bahnbetrieb von der Elektroenergie-Erzeugung trennte. Die erste Lieferung von Straßenbahn-Fahrzeugen aus DDR-Produktion erfolgte 1951 durch die LOWA. 1954 folgten auf Grund des wirtschaftlichen Aufschwungs weitere Fahrzeuge. Zusätzlich konnten die Infrastruktur der Straßenbahn verbessert werden. 1955 fuhren erstmals Omnibusse vom Typ H6B in Jena. 1958 führte man das Prinzip des Sichtkarten-Triebwagens ein. Dabei kontrollierte im Triebwagen der Fahrer die Fahrkarten beim Einstieg. In den Beiwagen wurden immer noch Schaffner eingesetzt. 1960 befuhren 16 Fahrzeuge die Buslinien der Stadt. Von 1961 bis 1962 baute der VEB die Streckenabschnitte Scharnhorststraße – Krankenhaus und Paradiesbahnhof – Felsenkeller zweigleisig aus. Am 15. Mai 1963 stellt man die Straßenbahnlinie 3 (Westbahnhof – Holzmarkt – Saalbahnhof) ein. Die sogenannte Bahnhofslinie sollte zukünftig durch andere Verkehrsmittel befahren werden. Bei der Bevölkerung gab es Unmut gegen die „quietschende, den Verkehr behindernde Straßenbahn“. Sie sollte durch Busse, deren Beschaffungs- und Instandhaltungskosten geringer waren, ersetzt werden.
1964 erfolgte die Streckenverlängerung von der ehemaligen Endhaltestelle Zwätzen zur heutigen Endhaltestelle Zwätzen Schleife. Mit Errichtung der Wendeschleife konnten erstmals Einrichtungsfahrzeuge in Jena eingesetzt werden. Am 23. Juni 1969 wurde an der Endhaltestelle Winzerla eine weitere Wendeschleife eingerichtet. Durch den großen Bevölkerungszuwachs gestaltete sich die Durchführung des Nahverkehrs immer schwieriger. Deshalb wurde 1966 ein Gutachten zur Lösung des Nahverkehrproblems erstellt. Die Straßenbahnlinie zwischen Alt-Lobeda und Winzerla wurde am 16. Juni 1967 eingestellt. Der Grund für die Einstellung war der Baufortschritt der Schnellstraße zwischen Stadtzentrum und Lobeda. Zwei Jahre später nahm am 1. Juni 1969 die Buslinie 16, Mühltal – Neu-Lobeda ihren Betrieb auf. Der Omnibusfuhrpark musste aufgestockt werden, nachdem in Lobeda-West, -Ost und Winzerla immer mehr Menschen angesiedelt wurden.
Bis 1971 wurde die Straßenbahnstrecke nach Norden bis zum Milchhof (heute Kaufland) zweigleisig ausgebaut. Gleichzeitig zeigte sich, dass die Personenbeförderung nach Lobeda mit Omnibussen zu aufwendig war. Hohes Fahrgastaufkommen und teilweise für den Massenverkehr ungeeigneter Busbestand forderten, dass die Busse in der Hauptverkehrszeit im Minutenabstand fahren mussten – bis mindestens 1977 waren nach Neulobeda noch einige Zweiachser im Einsatz; zudem musste der Betrieb mangels Alternativen ca. 15 Ikarus 280 (z. T. gebraucht) in zweitüriger Überlandversion beschaffen. Das Linienbündel nach Neulobeda wurde bald in zwei Varianten aufgeteilt: die Linien 11 und 12 mit Halt an jeder Haltestelle (in schwarzer Schrift beschildert) und der rot beschilderte „Schnellverkehr“ (später Linien 21 und 22), der an den Haltestellen Jenertal, Sportforum, Neuwöllnitz und Wöllnitz nicht hielt. Mit der Linie 22 waren je nach Busbauart Fahrzeiten zwischen Stadtzentrum und Lobeda-West von 10 bis 12 Minuten möglich; dieser Wert konnte seit den 1980er Jahren nicht wieder erreicht werden.
Durch die Ölkrise erhöhte sich das Fahrgastaufkommen noch einmal deutlich. Überfüllte Bushaltestellen gehörten zum Stadtbild (zur Beschleunigung des Einsteigens wurde im Stadtzentrum stationäres Abfertigungspersonal eingesetzt); es wurde immer mehr die Notwendigkeit der Straßenbahn zur Personenbeförderung deutlich. 1974 wurde der Bus-Betriebshof in Burgau fertiggestellt. 1975 lösten Druckentwerter die Zahlboxen ab, später kamen mit Gebrauchtbussen aus anderen Städten auch Lochentwerter nach Jena. 1976 wurde zum 75. Geburtstag der Jenaer Straßenbahn der neue Traditions-Triebwagen Nr. 26 aus Eisenach vorgestellt; die in Jena vorhandenen fast baugleichen Wagen waren kurz zuvor ausgemustert worden. 1977 befuhren somit 28 Triebwagen und 52 Beiwagen die drei Straßenbahnlinien 1 (Holzmarkt – Nord II – Zwätzen), 1E (nur im Berufsverkehr: Holzmarkt – Nord II) und 2 (Jena-Ost – Holzmarkt – Winzerla). Die Buslinien wurden von 93 Fahrzeugen der Typen Ikarus 66 bis 280 befahren. 1979 erfolgte die Rekonstruktion der Ausweichstelle „Beutenberg“ und ab 1981 sprach man wieder offiziell von der großen Bedeutung der Straßenbahn für den Öffentlichen Personennahverkehr. Deshalb erarbeitete man Studien, um das Lobedaer Neubaugebiet an das Schienennetz anzubinden.
1984 wurde die Strecke nach Winzerla zweigleisig ausgebaut. Am 27. September 1987 wurde das Straßenbahnliniennetz neu gestaltet. So fuhr die Linie 1 danach von Zwätzen bis Winzerla und die Linie 2 nur noch von Jena-Ost zum Holzmarkt.

### Ab 1990

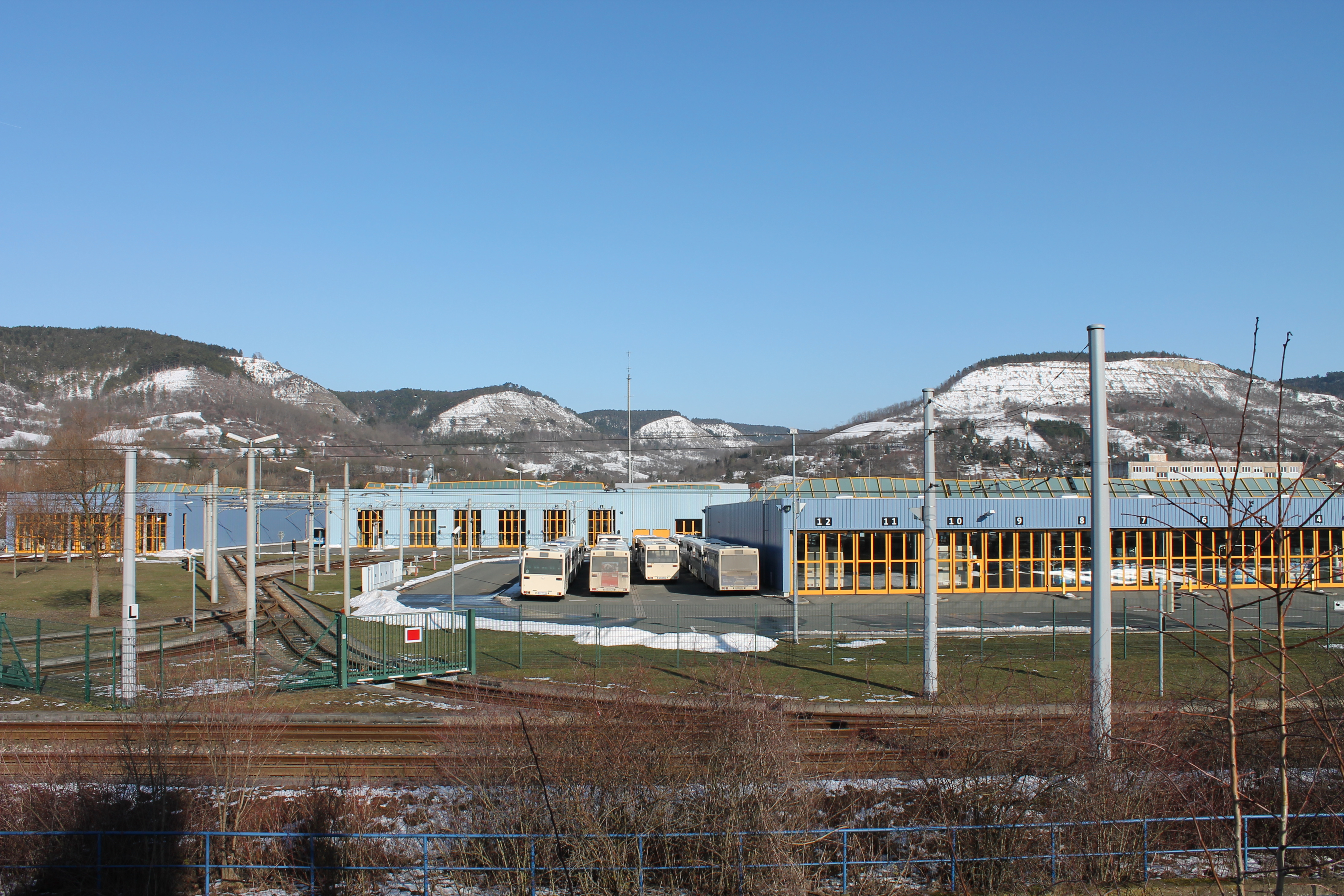
Betriebshof in Burgau

Am 1. Juli 1990 wurde aus dem VEB(K) Verkehrsbetriebe der Stadt Jena die Jenaer Nahverkehrsgesellschaft mbH (kurz „JeNah“) gegründet.
Die JeNah erneuerte in den ersten Jahren das bestehende Schienennetz und das Leitsystem. Außerdem wurden die Ikarus-Busse durch Niederflurbusse ersetzt. Ab 1995 wurden auch die vorhandenen Straßenbahnwagen nach und nach durch Niederflurwagen ersetzt. Im März 2003 erfolgte der letzte Einsatz von Gotha-Zügen auf der Linie 1. Die alten Triebwagen wurden größtenteils verkauft (zum Beispiel an die İstanbul Ulaşım), die letzten Beiwagen 2006 verschrottet.
Neben der Sanierung wurde der Stadtteil Lobeda wieder über das Straßenbahngleisnetz an den Öffentlichen Nahverkehr angeschlossen. Dafür entfielen die Buslinien, die über die Schnellstraße nach Lobeda verkehrten. Später wurde die Buslinie 41 wieder eingesetzt, um die Ortschaften an der Schnellstraße (Wöllnitz und Neuwöllnitz) wieder an den ÖPNV anzubinden.
Der Knotenpunkt Stadtzentrum wurde neu strukturiert. Die Haltestelle Stadtzentrum wurde noch einmal in Holzmarkt, Löbdergraben und Teichgraben unterteilt. Die Trennung der Teile liegt zwischen der Hauptfiliale der Sparkasse und der Straßenbahnunterführung (Löbdergraben/Holzmarkt) sowie auf Höhe der Nonnengasse/altes Universitätsgebäude (Holzmarkt/Teichgraben). Die Straßenbahngleise wurde aus der Neugasse entfernt und von der Sparkasse durch die Holzmarktpassage (Straßenbahnunterführung) zum Volksbad geführt. Hier trennen sich die Linien Richtung Burgau und Winzerla. Erstere unterfährt die Saalbahn und folgt der Schnellstraße (ab Hst. Sportforum bis Burgau durch die Wöllnitzer Wiesen), letztere folgt der Saalbahn Richtung Süden, um dann in Richtung Ringwiese – Winzerla weiter zu verlaufen.
Im Stadtzentrum wurde zusätzlich eine Straßenbahnhaltestelle Ernst-Abbe-Platz geschaffen. Diese liegt direkt auf dem neuen Campus der Friedrich-Schiller-Universität. Durch einen Seitenausgang des Campus ist sie mit dem Einkaufszentrum Goethe Galerie verbunden. Neben den Bauarbeiten am Gleisnetz wurde außerdem ein neuer Betriebshof in Burgau errichtet. Er löste als erstes den alten Abstellbahnhof in Jena-Zwätzen ab und soll im Laufe der Zeit auch den Betriebshof Nord ablösen.
Die ersten digitalen Informationssäulen wurden an den Haltestellen Ernst-Abbe-Platz, Löbdergraben (4)/Holzmarkt/Teichgraben (Zentrum) und Burgaupark (3) errichtet. 2007 folgten weitere im Umfeld des Paradies- und Westbahnhofes. Ab 2011 wurden außerdem Informationssäulen an den Haltestellen Universität, Emil-Wölk-Straße, Lobeda-West, Damaschkeweg und Winzerla errichtet. Alle heute eingesetzten Straßenbahnwagen und Busse sowie einige Haltestellen sind mit Fahrscheinautomaten ausgestattet, wobei letztere 2005/2006 durch modernere (mit berührungsempfindlicher Anzeige) des Herstellers Scheidt & Bachmann ersetzt wurden. Beim Fahrpersonal können keine Fahrscheine erworben werden.
Ab dem Jahr 2005 wurden Niederflurbusse des Typs MAN Lion’s City getestet und anschließend jeweils mehrere Solo- und Gelenkwagen dieser Bauart angeschafft. Mit der Lieferung der Wagen 241–246 (Ende 2007, erstmals in Jena mit LED-Außenanzeigen) wurden die vorerst letzten Mercedes-Benz-Busse (O 405 N2, Wagen 210–215) abgelöst; im Mai 2008 hatte die JeNah einen reinen MAN-Fuhrpark von 39 Bussen. Die MAN-Niederflur-Solobusse der Baujahre 1995 bis 1998 wurden mit Rußpartikelfiltern nachgerüstet und blieben vorläufig im Bestand. Die verbliebenen sechs MAN-Gelenkbusse der Baujahre 1992/1993 wurden dagegen bald ersetzt. 2008 wurde ein Hess lighTram Hybridbus sowie ein Anhängerzug auf der Linie 10 getestet, die auf der steigungsreichen Strecke allerdings beide nicht voll befriedigten.
Am 1. April 2006 wurde das Jenaer Nahverkehrsnetz in den neu gegründeten Verbundtarif Mittelthüringen (VMT/„Voll-Mobil-Ticket“) als „Zone 30“ aufgenommen.
Die im März 2009 bestellten vier Gelenkbusse vom Typ Urbino 18 des polnischen Unternehmens Solaris Bus & Coach im Wert von 1,2 Millionen Euro wurden Mitte Juli geliefert. Darüber hinaus wurden auch weitere Busse des Typs Urbino 12 von Solaris in den Bestand übernommen. Damit wurde vom bisherigen Hauptlieferanten MAN zu einem anderen Hersteller gewechselt. Die Busflotte besteht nun aus insgesamt 39 Fahrzeugen, darunter zwölf Gelenkbusse.
Am 11. Oktober 2011 wurde Udo Beran als neuer Geschäftsführer der Jenaer Nahverkehr GmbH bestellt, der ab 1. Januar 2012 die Geschäfte gemeinsam mit Bernhard Graduszewski führt. Vom 1. März 2013 bis zum 8. Juli 2014 hatte er die alleinige Geschäftsführung inne. Danach übernahm Thomas Zaremba die kommissarische Geschäftsführung. Seit dem 1. Dezember 2014 besteht die Geschäftsführung aus Andreas Möller und Steffen Gundermann.
Seit Februar 2020 sind drei Mercedes-Benz eCitaro auf der Linie 15 zwischen Rautal und Westbahnhof unterwegs. Seit Frühjahr 2023 werden zudem zwei Mercedes-Benz eCitaro auf der Linie 14 zwischen Langetal und Schlegelsberg eingesetzt.
Seit dem 1. Januar 2022 ist die JES Verkehrsgesellschaft, die hauptsächlich Regionalverkehr im Saale-Holzland-Kreis und in Jena betreibt, ein Tochterunternehmen der Jenaer Nahverkehr GmbH. Schon zuvor bestand eine enge Zusammenarbeit, so wurden beispielsweise Fahrten der JES in Fahrpläne des Jenaer Nahverkehrs integriert sowie Linien gemeinsam koordiniert.

### Fahrgastzahlen
Beförderte Fahrgäste in Mio. Personen pro Jahr (Straßenbahn und Bus)
|     | 2019 | 2020 | 2021 | 2022 |
| JNV | 22,6 | 15,0 | 14,5 | 18,7 |
| JES | –    | –    | –    | 1,7  |

Beförderte Fahrgäste in Tsd. Personen pro Tag (Straßenbahn und Bus)
|                       | 1999   | 2000   | 2001   | 2002   | 2003   | 2004   | 2005   | 2006   | 2007   | 2008   | 2009   | 2010   | 2011   | 2012   | Ø 1999–2011 | Ø 2011–2012 |
| herkömmlich           | 58,264 | 58,844 | 59,740 | 59,905 | 59,460 | 58,941 | 57,252 | 60,449 | 58,013 | 56,370 | 57,345 | 58,734 | 56,164 | –      | 58,421      | –           |
| Zählung über AFZS (1) | –      | –      | –      | –      | –      | –      | –      | –      | –      | –      | –      | –      | 54,899 | 53,973 | –           | 54,435      |

## Straßenbahn

Straßenbahnnetz seit Dezember 2017 mit Eisenbahnstrecken

Die Straßenbahn in Jena gibt es seit 1901. Heute besteht sie aus fünf Hauptlinien.
Ab dem 18. April 2025 wurde ein neues Liniennetz in Vorbereitung der neuen Linie 1 eingeführt. Voraussichtlich im Dezember 2025 verkehren die jetzigen Linien 1 Nord und 5 auf ganzer Strecke als Linie 1, während die Linie 1 Süd in 5 umbenannt wird.
Linie  NordZwätzen <> Löbstedt <> Nordschule <> Stadtzentrum Löbdergraben (Übergang zu Linie 5) Nachts: <> Jenertal <> Burgaupark <> Göschwitz Bahnhof <> Lobeda-West <> Lobeda-Ost
Linie  SüdErnst-Abbe Platz <> Stadtzentrum Holzmarkt <> Jenertal <> Burgaupark <> Göschwitz Bahnhof <> Lobeda-West (Übergang zu Linie 4)
Linie Jena Ost <> Stadtzentrum Löbdergraben <> Enver-Şimşek-Platz (2) <> Winzerla (Übergang zu Linie 3)
Linie (Übergang von Linie 2) Winzerla <> Burgaupark <> Göschwitz Bahnhof <> Lobeda-West <> Lobeda-Ost
Linie Ernst-Abbe Platz <> Stadtzentrum Holzmarkt <> Jenertal <> Burgaupark <> Lobeda <> Lobeda-West (Übergang zu Linie 1)
Linie (Übergang von Linie 1) Stadtzentrum Löbdergraben <> Jenertal <> Burgaupark <> Lobeda <> Lobeda-Ost

### Takte
Takt in min
| Linie  | Laufweg                                                             | HVZ | NVZ | SVZ (A) | Sa/So      | Nacht |
| 1 Nord | Zwätzen – Stadtzentrum (– Göschwitz – Lobeda-West – Lobeda-Ost) (N) | 10  | 10  | 30      | 20/30 (So) | 60    |
| 1 Süd  | Ernst-Abbe-Platz – Stadtzentrum – Göschwitz Bahnhof – Lobeda-West   | 20  | 20  | 60      | 40/60 (So) | –     |
| 2      | Jena-Ost – Stadtzentrum – Winzerla                                  | 10  | 10  | 20      | 20/30 (So) | 60    |
| 3      | Winzerla – Göschwitz – Lobeda-West – Lobeda-Ost                     | 20  | 20  | 30      | 20/30 (So) | –     |
| 4      | Ernst-Abbe-Platz – Stadtzentrum – Lobeda – Lobeda-West              | 20  | 20  | 60      | 40/60 (So) | –     |
| 5      | Stadtzentrum – Burgaupark – Lobeda-Ost                              | 10  | 10  | 30      | 20/30 (So) | –     |

(A) täglich abends
(N) nur 0–2 Uhr
(So) Sonntag Vormittags
Bis zu einem personalbedingten Engpass im November 2023 wurde zur HVZ der Takt auf einigen Linien zur HVZ verdichtet. Die Linien 1/4 fuhren dann alle 15, die Linie 5 alle 6 Minuten. Nachdem die verdichteten Zeiten in den Fahrplänen zunächst noch einsehbar waren, wurden sie bis zum 1. August 2024 entfernt.

### Ehemalige Nachtlinien
Vor dem Fahrplanwechsel 2017 gab es drei Abend- sowie eine Nachtlinie. Die Liniennummern bestanden ursprünglich aus den Ziffern von zwei Taglinien, auf deren Linienweg die Nachtlinie größtenteils verkehrte. Später wurde teilweise davon abgewichen. Die Linien bekamen Nummern im dreißiger Zahlenbereich. Von 21 Uhr bis Mitternacht und am Wochenende im Frühverkehr verkehrten diese Linien im 30-Minuten-Takt. Die Linie 34 zwischen 1 und 4 Uhr alle 40 Minuten.
Diese Nachtlinien waren vor 2017 nachts im Einsatz:
Linie 33Jena-Ost – Geschwister-Scholl-Straße – Stadtzentrum (Löbdergraben) – Stadtzentrum (Holzmarkt) – Ernst-Abbe-Platz
täglich von 21 bis 0 Uhr, ersetzte die Linie 2 in Jena-Ost; frühere Bezeichnungen dieser Linie waren 2 und 25
Linie 34Zwätzen – Stadtzentrum (Löbdergraben) – Enver-Şimşek-Platz (2) – Winzerla – Burgaupark – Lobeda – Lobeda-West – Lobeda-Ost
Diese Nachtlinie verkehrte täglich von 0 bis 4 Uhr und ersetzte die Linien 1 und 4 in Jena Nord sowie die Linien 2 und 3 in Winzerla und Lobeda. Frühere Bezeichnung dieser Linie vor 2009 war Linie 31.
Linie 35Lobeda-Ost – Lobeda-West – Göschwitz Bahnhof – Stadtzentrum (Holzmarkt) – Ernst-Abbe-Platz.
Diese Linie verkehrte täglich von 21 bis 0 Uhr und ersetzte die Linien 5 und 3 zwischen der Stadtmitte und Lobeda-Ost sowie im Gewerbegebiet Göschwitz.

### Ehemalige Linienläufe
Früher gab es auch eine Anbindung des West- (über den Engelplatz) und des Saalbahnhofs. Zusätzlich verkehrte eine Straßenbahnlinie auf der alten Streckenführung der Buslinie 16 durch die Wagnergasse und die August-Bebel-Straße in das Mühltal (von Jena Ost am Saaltor vorbei). Weiterhin führte die Linie 1 durch die Neugasse (Abzweig war das ehemalige Gleisdreieck an der Haltestelle Holzmarkt). Außerdem war im Burgauer Ortsgebiet die Streckenführung (…) – Winzerla – Burgau – (Lobeda – …) – über die Grenzstraße mit der berüchtigten engen Kurve vorzufinden. Außerdem existierte ein umfangreicher Post-Gleisanschluss (Engelplatz) sowie nach dem Zweiten Weltkrieg die sogenannte „Trümmerbahn“ am und um den Markt.

### Historische Fahrzeuge
Die Straßenbahnstrecken werden außerdem von einer Partybahn, einem Traditionswagen (Tw 26) und einem Dreiwagen-Zug (Tw 101, Bw 155 und 207) befahren. Die Partybahn ist ein 2004 umgebauter Gelenkwagen, der einen sechs Meter langen und durchgängig beleuchteten Tresen beinhaltet. Er wurde vor dem umfangreichen Umbau aus Heidelberg nach Jena überführt.

### Sonstige Bemerkungen
Am 9. November 2013 wurde mit dem Solaris Tramino die neue Straßenbahngeneration für Jena vorgestellt, die den Wagenpark auf 38 Fahrzeuge vergrößerte. Für die Zeit bis 2020 war eine Verlängerung der Straßenbahnlinie 1 und 4 bis in den Ortsteil Himmelreich (Zwätzen) geplant. Die neueste Straßenbahngeneration, der TRAMLINK der Firma Stadler, ging am 16. Dezember 2023 auf Jungfernfahrt. Die nach der „Lichtstadt Jena“ benannte „Lichtbahn“ soll wird zukünftig alle Fahrzeuge des Typs GT6M ersetzen. Die erste der zwölf „Lichtbahnen“ erreichten den Jenaer Betriebshof im Jahr 2023. Die nächsten folgten im Jahr 2024. Der Lieferauftrag umfasst zwei unterschiedliche Fahrzeuglängen:
- 16 Fahrzeuge sind siebenteilig ausgeführt mit einer Fahrzeuglänge von 42 Metern. In den drei Multifunktionsbereichen befinden sich vier Plätze für Rollstuhlfahrer. Ebenso erhalten Kinderwagen und Fahrräder Abstellfläche.
- 8 Fahrzeuge sind als fünfteilige Straßenbahnen ausgelegt mit einer Fahrzeuglänge von 32 Metern. In der kürzeren Variante befinden sich zwei Multifunktionsbereiche mit ebenfalls vier Rollstuhlplätzen.

Für die Zeit bis 2029 war ist eine Verlängerung der Straßenbahnlinie bis in den Ortsteil Himmelreich (Zwätzen) geplant. 

## Bus

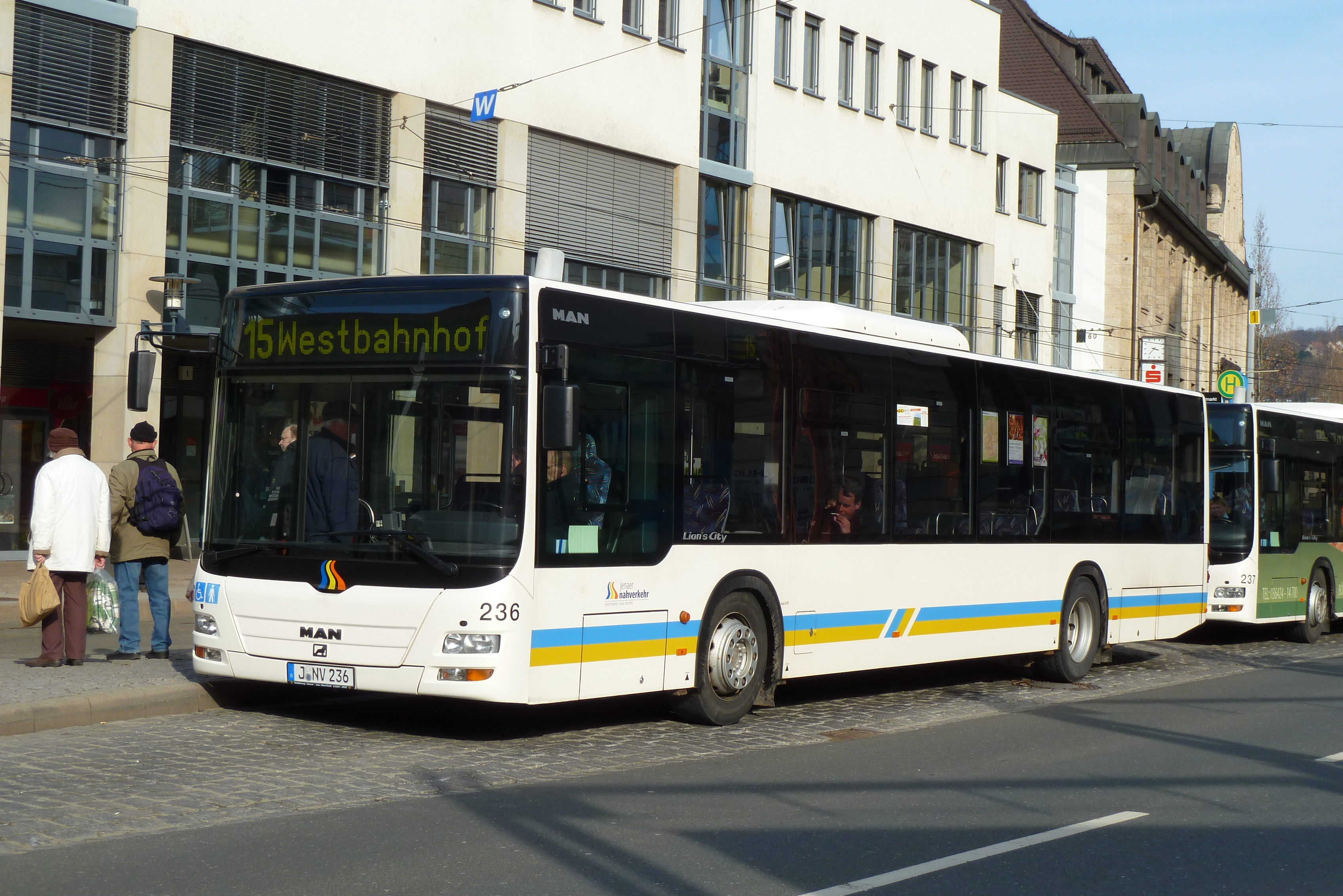
MAN Lion’s City Wagen 236 auf Linie 15 an der Haltestelle Stadtzentrum/Holzmarkt

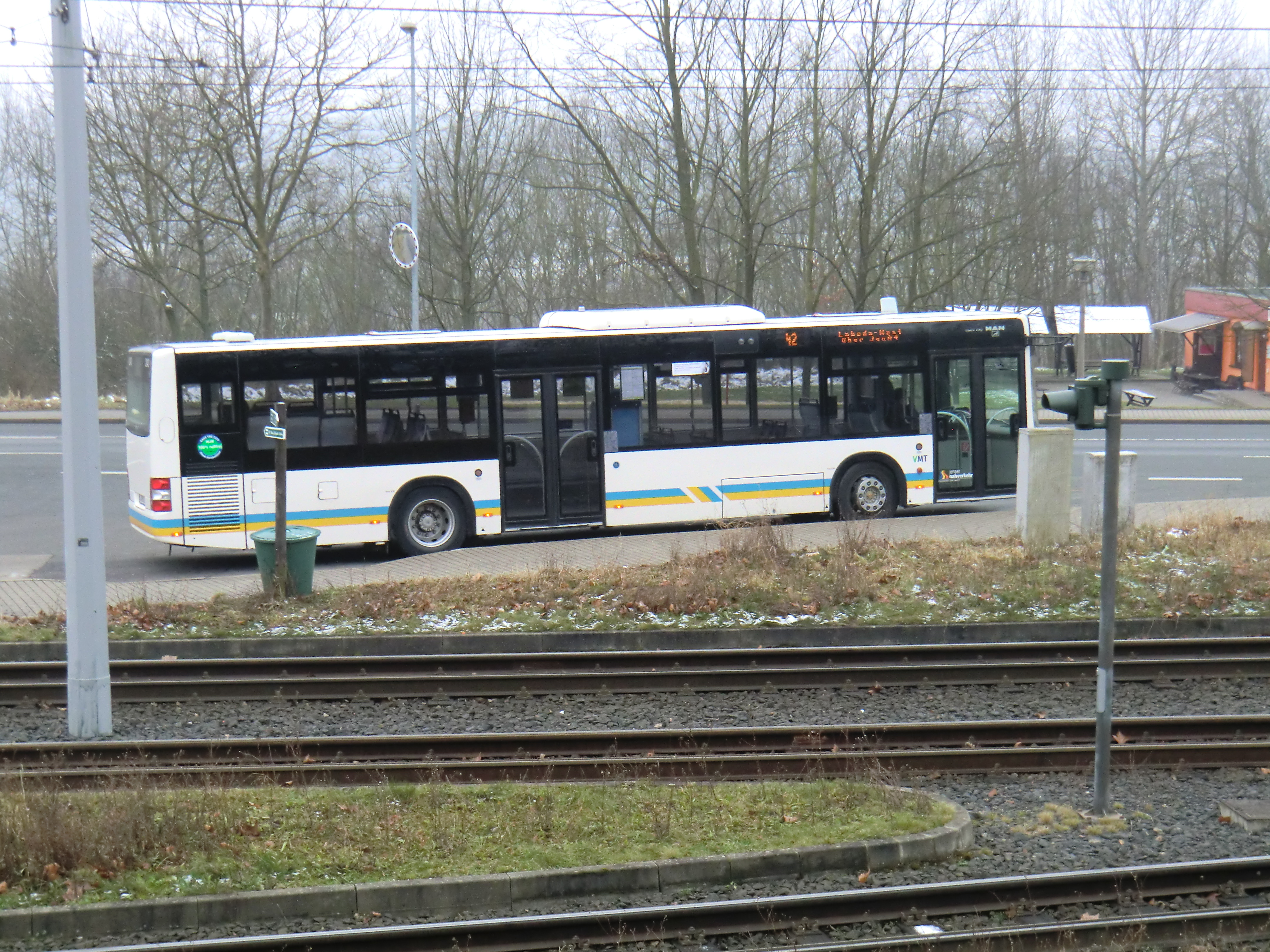
Bus auf der ehemaligen Linie 42 (heute Linie 17) an der Endhaltestelle in Lobeda-Ost

Das Busnetz des Jenaer Nahverkehrs verbindet fast alle Ortschaften der Stadt. Dabei verfügt Jena über die 14 Buslinien 10, 11, 12, 14, 15, 16, 17, 18, 28, 41, 42, 43, 43A, (AST 44), 47 und 48. Bis auf die Anschlusslinien 41, 42, 43, 43A, 47 und 48 treffen sich alle Linien am Stadtzentrum / Busbahnhof (je nach Richtung und Ziel an den Hst Holzmarkt, Löbdergraben). Der Jenaer Nahverkehr versucht mittlerweile, die Haltepunkte Burgaupark und Enver-Şimşek-Platz als weitere Knotenpunkte zu etablieren. Auf den Linien sind 44 Niederflurbusse unterwegs, die 74,4 Strecken-Kilometer befahren und damit 9.780.993 Passagiere (nur Bus) pro Jahr transportieren und eine Betriebsleistung von 1.568.714 km erbringen.
Linie Stadtzentrum (Teichgraben) – Ernst-Abbe-Hochschule – Zeiss-Werk – Beutenberg Campus – Enver-Şimşek-Platz – Burgaupark (- zwischen 23 und 03 Uhr weiter bis Lobeda-West)
Linie Stadtzentrum (Teichgraben) – Ernst-Abbe-Hochschule – Zeiss-Werk – Beutenberg Campus – Ammerbach: (außerhalb HVZ enden einige Fahrten an der Haltestelle Beutenberg Campus)
Linie Stadtzentrum (Teichgraben) – Ernst-Abbe-Hochschule – Zeiss-Werk – Beutenberg Campus – Friedrich-Zucker-Straße – Oßmaritzer Straße – Winzerla – Göschwitz
Linie Langetal – Stadtzentrum (Teichgraben/Löbdergraben/Holzmarkt) – Geschwister-Scholl-Straße – Steinborn – Schlegelsberg
Linie Westbahnhof – Stadtzentrum (Teichgraben/Löbdergraben/Holzmarkt) – Saalbahnhof – Schützenhofstraße – Rautal
Linie Ziegenhain – Ziegenhainer Tal – Stadtzentrum (Holzmarkt/Teichgraben/Löbdergraben) – Mühltal – Cospeda – Lützeroda – Closewitz – Krippendorf – Vierzehnheiligen – Isserstedt : (von Montag bis Freitag verkehrt die Linie 16 ab Mühltal stündlich nach Isserstedt über Cospeda, Lützeroda, Closewitz, Krippendorf, Vierzehnheiligen, eine halbe Stunde verkehren tagsüber Regionalbusse (gerade Stunde: 292 nach Isserstedt, ohne Lützeroda, Closewitz; ungerade Stunde: 424 nach Krippendorf, nur über Cospeda). Am Samstag und Sonntag verkehrt die Linie 16 jede zwei Stunden nach Isserstedt; Ziegenhain – Ziegenhainer Tal als Anrufsammeltaxi (AST), 22-23 Uhr; Linie 16 in Nebenverkehrszeiten teils als Anrufsammeltaxi (AST) zwischen Mühltal und Isserstedt Globus; die meisten Fahrten enden an der Haltestelle Mühltal)
Linie 17Lobeda-West – Amsterdamer Straße – Neue Schenke – Lobeda-Ost : (nur montags bis freitags von 05 bis 20 Uhr)
Linie Winzerla – Göschwitz – Maua – Leutra : (Verkehrt am Wochenende nur als Anrufsammeltaxi zwischen Göschwitz und Leutra)
Linie Busbahnhof – Stadtzentrum (Holzmarkt/Löbdergraben) – Humboldtstraße – Mühltal – Carl August – Isserstedt : (alle Fahrten werden von der PVG-Linie 280 bedient)
Linie Wogau/Jenaprießnitz – Fuchslöcherstraße – Jena-Ost – Jenzigweg – Dammstraße – Busbahnhof : (alle Fahrten werden von der JES-Linie 410 bedient; täglich 22-23 Uhr Anrufsammeltaxi-Fahrten zwischen Jena-Ost und Wogau/Jenaprießnitz)
Linie (Busbahnhof – Saalbahnhof – An der Eule –) Erich-Kuithan-Straße – Zwätzen – Carl-Orff-Straße – Johann-Nikolaus-Bach-Weg : (wird von JES-Linien 420, 422, 426 unterstützt; täglich 20-23 Uhr Anrufsammeltaxi-Fahrten zwischen Zwätzen Schleife und Johann-Nikolaus-Bach-Weg)
Linie Busbahnhof – Saaleufer – Löbstedter Straße – Flutgraben – Kunitz : (wird von JES-Linie 430 unterstützt; am Wochenende verkehrt die Linie 43 dreimal Richtung Kunitz und Busbahnhof)
Linie 43ABusbahnhof – Saalbahnhof – Erich-Kuithan-Str. – Zwätzen – Kunitz – Laasan : (wird von JES-Linie 431 unterstützt; nur wenige Fahrten Mo-Fr; Kunitz – Laasan wird Mo-Fr nur von Taxi-Kleinbussen bedient; täglich 20-23 Uhr Anrufsammeltaxi-Fahrten zwischen Zwätzen Schleife und Laasan)
AST-Linie Mühltal – Münchenroda – Remderoda : (Anrufsammeltaxi)
Linie Busbahnhof – Wöllnitz – Universitätsklinikum – Lobeda-Ost – Ilmnitz Kreisel : (Mo-Fr zwischen Busbahnhof und Lobeda-Ost alle 2h, bedient durch Kombus-Linie 820; Mo-Fr zwischen Lobeda-Ost und Ilmnitz Kreisel alle 60min durch JNV als Durchlauf von Linie 17, unterstützt durch JES-Linie 472 alle 2h; am Wochenende alle 2h zwischen Busbahnhof und Lobeda-Ost, alle 4h weiter nach Ilmnitz Kreisel, abwechselnd bedient durch JNV und Kombus-Linie 820)
Linie Busbahnhof/Stadtzentrum – Sportforum – Wöllnitz – Burgaupark(-West) – Winzerla – Göschwitz – Maua (nur Mo-Fr bis Maua; Sa-So nur Aus-/Einrücker zwischen Burgaupark und Busbahnhof; unterstützt durch die JES-Linien 480, 481, 482, 484 und 492)

## Einschienenbahn
Mitte der 1960er Jahre war das Nahverkehrsnetz in Jena vollkommen überlastet. In den 1970er Jahren hatte sich durch den Ausbau verschiedener Strecken und Probleme mit dem Oberbau die Lage weiterhin verschlechtert. Außerdem ging mit der stetigen Einwohnerentwicklung von Jena ein wachsendes Fahrgastaufkommen einher, welches das Verkehrsnetz zusätzlich beanspruchte. So wurde die Idee einer Einschienenbahn geboren. Sie sollte die wichtigsten Jenaer Neubaugebiete von Neu-Lobeda bis Nord II verbinden. Die Planungsphase dauerte zwei Jahre, die Bauphase sollte 1975 beginnen. Die Kosten wurden auf 165 bis 175 Millionen Mark geschätzt. Dafür sollten unter anderem 30 bzw. 28 erforderliche Doppel-Triebwagen einer Alwegbahn aus dem „nichtsozialistischen Wirtschaftsgebiet“ angeschafft werden. Der Kostenvergleich zur Straßenbahn/Bus-Variante vom 30. August 1968 führte zu der Aussage, dass die Einschienenbahn zwar 84,3 Mio. Mark teurer sei als diese, sich aber auf Grund der Betriebskosten-Differenz nach 14 Jahren amortisiert haben würde. Dennoch wurde am 18. August 1971 in Berlin entschieden, dass der Bau die Kapazitäten der DDR übersteige.